# Straßenradsport-Weltmeisterschaften 1994
Die Straßenradsport-Weltmeisterschaften 1994 fanden vom 21. bis 28. August in verschiedenen Städten Siziliens statt, darunter das Straßenrennen der Männer in Agrigento. Es wurden insgesamt sieben Entscheidungen in den Disziplinen Einzelzeitfahren, Mannschaftszeitfahren und Straßenrennen jeweils in den Kategorien Frauen, Männer und Männer Amateure, sowie im Mannschaftszeitfahren jeweils bei den Männern und den Frauen ausgefahren. Die Einzelzeitfahrwettbewerbe waren erstmals Teil einer Weltmeisterschaft, dafür waren die Mannschaftszeitfahrwettbewerbe letztmals im Programm.

## Männer

### Profi-Straßenrennen (251,8 km)
| Platz | Athlet             | Land | Zeit         |
| ----- | ------------------ | ---- | ------------ |
| 1     | Luc Leblanc        | FRA  | 6:33:54 h    |
| 2     | Claudio Chiappucci | ITA  | 6:34:03 h    |
| 3     | Richard Virenque   | FRA  | gleiche Zeit |

Auf dem bergigen Gelände löste sich im Schlussteil Rolf Sørensen aus der Spitzengruppe. Die Verfolger warteten lange, bis schließlich Leblanc als Erster antrat, an Sørensen vorbeizog und sich den Sieg holte. Auch die anderen Verfolger zogen an Sørensen vorbei, dem nur der 6. Platz blieb.

### Einzelzeitfahren (42 km)
| Platz | Athlet               | Land | Zeit      |
| ----- | -------------------- | ---- | --------- |
| 1     | Christopher Boardman | GBR  | 49:39 min |
| 2     | Andrea Chiurato      | ITA  | 50:28 min |
| 3     | Jan Ullrich          | GER  | 51:29 min |

### Amateur-Straßenrennen (197 km)
| Platz | Athlet            | Land | Zeit         |
| ----- | ----------------- | ---- | ------------ |
| 1     | Alex Pedersen     | DEN  |              |
| 2     | Milan Dvorščík    | SVK  | gleiche Zeit |
| 3     | Christophe Mengin | FRA  | gleiche Zeit |

### Mannschaftszeitfahren (100 km)
| Platz | Nation      | Athleten                                                           | Zeit |
| ----- | ----------- | ------------------------------------------------------------------ | ---- |
| 1     | Italien     | Cristian Salvato Gianfranco Contri Luca Colombo Dario Andriotto    |      |
| 2     | Frankreich  | Jean François Anti Dominique Bozzi Pascal Deramé Christophe Moreau |      |
| 3     | Deutschland | Ralf Grabsch Uwe Peschel Michael Rich Jan Schaffrath               |      |

## Frauen

### Straßenrennen (86 km)
| Platz | Athletin            | Land | Zeit |
| ----- | ------------------- | ---- | ---- |
| 1     | Monica Valvik-Valen | NOR  |      |
| 2     | Patsy Maegerman     | BEL  |      |
| 3     | Jeanne Golay        | USA  |      |

### Einzelzeitfahren (30 km)
| Platz | Athletin        | Land | Zeit |
| ----- | --------------- | ---- | ---- |
| 1     | Karen Kurreck   | USA  |      |
| 2     | Anne Samplonius | CAN  |      |
| 3     | Jeannie Longo   | FRA  |      |

### Mannschaftszeitfahren (50 km)
| Platz | Nation   | Athletinnen                                                                 | Zeit |
| ----- | -------- | --------------------------------------------------------------------------- | ---- |
| 1     | Russland | Olga Sokolowa Swetlana Bubnenkowa Walentina Polchanowa Alexandra Koljassewa |      |
| 2     | Litauen  | Jolanta Polikevičiūtė Rasa Polikevičiūtė Diana Žiliūtė Liuda Triabaitė      |      |
| 3     | USA      | Deirdre Demet-Barry Eve Stephenson Jeanne Golay Alison Dunlap               |      |

## Medaillenspiegel
| Medaillenspiegel |                    |      |        |        |        |
| Platz            | Land               | Gold | Silber | Bronze | Gesamt |
| 1                | Italien            | 1    | 2      | –      | 3      |
| 2                | Frankreich         | 1    | 1      | 3      | 5      |
| 3                | Vereinigte Staaten | 1    | –      | 2      | 3      |
| 4                | Großbritannien     | 1    | –      | –      | 1      |
| 4                | Norwegen           | 1    | –      | –      | 1      |
| 4                | Russland           | 1    | –      | –      | 1      |
| 4                | Dänemark           | 1    | –      | –      | 1      |
| 8                | Belgien            | –    | 1      | –      | 1      |
| 8                | Kanada             | –    | 1      | –      | 1      |
| 8                | Litauen            | –    | 1      | –      | 1      |
| 8                | Slowenien          | –    | 1      | –      | 1      |
| 12               | Deutschland        | –    | –      | 2      | 2      |